# Volodýmyrivka (Kiev)
Volodýmyrivka (en ucraniano: Володимирівка - antes de 1920 Karolin, Каролін) es una aldea del Raión de Poliske en el Óblast de Kiev de Ucrania. Fue evacuada en mayo de 1986 como consecuencia del accidente de Chernóbil.
Volodýmyrivka está ubicada a 5 km de la antigua capital del raión, Poliske y a 21 kilómetros de la estación de tren de Vilcha. Antes del accidente, estuvo poblada por cerca de 280 personas.
Esta aldea (junto con Varovichi y Bober) fue de las primeras en ser desalojadas, debido a que, a pesar de estar ubicada a por lo menos 60 km del reactor nuclear accidentado, registraba niveles de contaminación iguales (o incluso superiores) a los de la ciudad de Prípiat, localizada directamente frente a este.
Imágenes satelitales desmuestran que la actividad agrícola alrededor de Volodýmyrivka continuó hasta por lo menos 1999, cuando se evacuaron las localidades circundantes. Hoy en día, los niveles de radiación son de 250 miliroentgens y el acceso está estrictamente prohibido.